# 김종욱 찾기
《김종욱 찾기》는 2006년에 초연된 대한민국의 뮤지컬이다. 장유정 작사, 극본, 연출을 맡았으며 김혜성이 작곡을 맡았다. 인도 여행 도중에 만난 남자이자 첫 사랑인 김종욱을 7년 넘게 잊지 못하는 여자가 '첫사랑 찾기 주식회사'를 통해 김종욱을 찾는다는 로맨틱 코미디 뮤지컬이다. 2010년에는 이 뮤지컬을 원작으로 한 동명의 영화가 개봉되었다.

## 출연진

### 김종욱/첫사랑 찾아주는 남자
- 박동하
- 김무열
- 김재범
- 성태준
- 정민
- 신성록
- 이율
- 강필석
- 고세원
- 곽병진

### 첫사랑을 찾는 여자
- 오나라
- 한애리
- 안유진
- 정명은
- 곽선영
- 조민아
- 김지현
- 김지우

### 멀티맨
- 이창희
- 김남호
- 조휘
- 문용현
- 정상훈
- 박정표
- 진선규
- 임기홍